# Левоневський Валерій Станіславович
Вале́рій Станісла́вович Левоне́вський (рос. Вал́ерий Станисл́авович Левон́евский, біл. Вале́ры Станісла́вавіч Леване́ўскі, пол. Walery Lewoniewski) — білоруський політичний та громадський діяч, колишній політичний в'язень. Визнаний «Міжнародною Амністією» в'язнем сумління.

## Біографія
Народився 15 серпня 1963 року в м. Гродно в багатодітній сім'ї.
Захоплення: бокс, шахи, фотографія, радіоелектроніка, програмування, філософія, правознавство.
1979 р. — кандидат в майстри спорту з боксу.
1980 р. — почав трудовий шлях з роботи слюсарем механічних майстерен.
1980—1982 рр. — служба в РА, відмінник Радянської і Болгарської Армії.
1985—1991 рр. — регулювальник радіоапаратури, слюсар контрольно-вимірювальних приладів і автоматики, інженер на підприємствах м. Гродно.
1991 р. — зареєстрований індивідуальним підприємцем. Керував Гродненським обласним суспільним об'єднанням по захисту прав платників податків, споживачів і автоаматорів, Гродненським інформаційно-правовим центром, Гродненським центром по захисту прав споживачів.
З 1996 року очолює Страйковий комітет (Страйком) підприємців Республіки Білорусь. Організатор масових акцій протесту підприємців в Республіці Білорусь, за що притягувався до арештів, штрафних санкцій і судових переслідувань. Засновник і головний редактор республіканського бюлетеня «Підприємець». Неодноразово брав участь у виборах як кандидат в депутати місцевих і республіканських органів законодавчої влади. У всіх випадках відмовлено в реєстрації за політичними мотивами.
У 2001 році висувався кандидатом у президенти Республіки Білорусь. Зняв свою кандидатуру через законодавство (Декрет № 20 2001 р.), що змінилося в процесі виборів.
2004—2006 рр. — відбував покарання у вигляді позбавлення свободи в колонії загального режиму, з конфіскацією майна, по ст. 368, ч. 2 Кримінального кодексу Республіки Білорусь (образа президента Республіки Білорусь). До Валерія Левоневського було заборонено застосовувати умовно-дострокове звільнення і амністію. Багато разів в колоніях Валерій піддавався покаранням у вигляді приміщення в ШІЗО (штрафний ізолятор), позбавлення побачень, а також тортурам і знущанням, погрозам вбивства з боку адміністрації ВЗ з основною метою: підписи під публічною відмовою від своєї політичної діяльності. Валерію було відмовлено протягом всього терміну відбуття покарання в кваліфікованій медичній допомозі і в медичному обстеженні. Йому заборонено було оскаржити накладені адміністрацією в'язниць стягнення в судовому порядку.
Валерій Левоневський повністю відбув дворічний термін ув'язнення, «відсидів» від «дзвінка до дзвінка» в різних в'язницях і колоніях, у тому числі:
- у в'язниці № 1 м. Гродно,
- у СІЗО-1 м. Мінськ,
- у СІЗО-6 м. Барановичі,
- у ВК-22 «Вовчі Нори» Брестська область,
- у ВК-19 (м. Могильов).

2010 рік — вийшов документальний фільм «Під прицілом влади», присвячений розвитку страйкового руху підприємців в Білорусі. Головний герой фільму, Валерій Левоневський, розповідає, наскільки важливим і небезпечним є ведення бізнесу в Білорусі. Фільм став лауреатом XV Загальнопольського перегляду документальних форм BAZAR в Познані.

## Кримінальна справа
Напередодні 1 травня 2004 року в м. Гродно поширювалися листівки, в яких В. Левоневський запрошував городян взяти участь в санкціонованому мітингу 1 травня. У листівці також містився текст:
| прийди і скажи, що ти проти, щоб за твій рахунок «хтось» їздив до Австрії відпочивати, кататися на лижах, жити собі на втіху |
Оскільки було відомо, що президент Білорусі Олександр Лукашенко проводив відпустку в Австрії, прокуратура Білорусі згодом розцінила це як публічну образу президента.
1 травня 2004 року Левоневський мав намір взяти участь в санкціонованій властями демонстрації в Гродно, але вранці Валерій був затриманий на виході з будинку, де він проживає. Співробітники міліції доставили його в місцеве відділення міліції, і, вилучивши гроші і паспорт, помістили в ізолятор тимчасового вмісту. Того ж дня вранці були затримані діти Левоневського, яких через декілька годин випустили з відділення міліції.
3 травня 2004 року на 15 діб арешту був засуджений Валерій Левоневський. Порушуючи закон, судили не в суді, а в камері ізолятора тимчасового вмісту (ІТУ).
3 травня 2004 року за активну участь в мітингу (1 травня) на 13 діб арешту був засуджений Володимир Левоневський — син Валерія Левоневського.
7 травня 2004 року співробітники КДБ і ОМОНа, виламавши вхідні двері, увірвалися в квартиру В.Левоневського. Обшук тривав шість годин. З квартири було вилучено всю оргтехніку, багато документів, коштовні речі. Співробітники КДБ примушували неповнолітню дочку Левоневського свідчити проти свого батька. У цей і подальші дні співробітники КДБ і міліції проводили обшуки у родичів Левоневського, а також в офісах громадських організацій, які, на думку спецслужб, могли бути причетні до справи «Образа президента».
14 травня 2004 року — за день до закінчення 15 діб арешту, Левоневському подовжують на 3 дні термін затримання.
18 травня 2004 року — Левоневському було пред'явлене звинувачення по ст. 368 (ч. 2) Кримінального кодексу Білорусі — «Публічна образа президента РБ, здійснена особою, раніше судимою за образу, або наклеп, або сполучене із звинуваченням в здійсненні тяжкого або особливо тяжкого злочину». Валерій з ІТУ був поміщений в СІЗО на 2 місяці.
4 червня 2004 року — вперше з моменту арешту (1 травня 2004 року) В.Левоневському дозволили зустрітися з дружиною в СІЗО.
12 липня 2004 року — Левоневському подовжують арешт ще на місяць.
21 липня 2004 року — дружина Левоневського звернулася до президента Білорусі О.Лукашенко із скаргами на умови пребування мужа в СІЗО.
21 липня 2004 року — проти сина Володимира збуджена кримінальна справа по ст.342 Кримінального кодексу Білорусі — «Організація несанкціонованого мітингу» (термін арешту — до 3 років).
21 липня 2004 року — Валерій Левоневський оголошує голодовку в СІЗО.
27 липня 2004 року — Левоневський припинив голодовку.
28 липня 2004 року — з Валерія Левоневського і його сина зняті звинувачення по ст.342 КК РБ.
1 серпня 2004 року — Сергій Шнуров («Ленінград») і Олександр Васильєв («Сплін») виступили в захист Левоневського.
16 серпня 2004 року суд продовжив Левоневському термін ув'язнення під вартою ще на 1 місяць.
7 вересня 2004 року суд Ленінського р-ну м. Гродно (суддя Демченко Д. В., державний обвинувач Панасюк Е. Р.) визнав Васильєва Олександра Олександровича і Левоневського Валерія Станіславовича винними в публічній образі президента Республіки Білорусь, сполученою із звинуваченням в скоєнні тяжкого злочину, і на підставі ч. 2 ст. 368 Кримінального Кодексу Республіки Білорусь засудив обох до двох років позбавлення волі з відбуттям покарання в колонії загального режиму.
16 вересня 2004 року Європейський Парламент закликає білоруські власті негайно звільнити Валерія Льовоневського і всіх інших політичних противників режиму.

## Сім'я
Одружений, четверо дітей.

## Зсилки
- Офіційний сайт  [Архівовано 5 квітня 2001 у Wayback Machine.]
- Офіційний сайт 2 [Архівовано 20 серпня 2011 у Wayback Machine.]
- В'язниця (зона). Авторський проект колишнього політв'язня і в'язня совісті Валерія Левоневського [Архівовано 24 липня 2011 у Wayback Machine.]
- Хто є хто в Республіці Білорусь
- Прес-досьє Білорусі
- Прес-портрет від Яндекса
- В.Левоневський став п'ятим претендентом, що добровільно відмовився від боротьби за президентське «крісло» [Архівовано 3 грудня 2012 у Archive.is]
- Європарламент закликає білоруські власті негайно звільнити Валерія Левоневського, Олександра Васильева, Михайла Марініча і всіх інших політичних противників режиму [Архівовано 29 листопада 2011 у Wayback Machine.]
- Образивший Лукашенка оголосив голодовку
- Судовий позов Валерія Левоневського до Департаменту виконання покарань Білорусі буде розглянутий [Архівовано 1 червня 2012 у Wayback Machine.]
- Підприємці вийдуть на Європейський Марш
- Валерій Левоневський: «Якщо хочеш сісти у в'язницю — приїжджай до Білорусі» — інтерв'ю «Главреду»
- Валерій Льовоневський: «Цього року ми проведемо не менше десяти акцій» [Архівовано 27 листопада 2011 у Wayback Machine.] — інтерв'ю Euramost
- Фільм-репортаж «Під прицілом влади» [Архівовано 20 серпня 2011 у Wayback Machine.]